# Ünal Üstel

Ünal Üstel

Ünal Üstel (geb. 1955 in Paphos) ist ein türkisch-zypriotischer Politiker, der seit dem 12. Mai 2022 als Premierminister von Nordzypern amtiert.

## Leben
Üstel machte 1983 seinen Abschluss an der zahnmedizinischen Fakultät der Universität Istanbul. Nach seiner Rückkehr nach Nordzypern wurde er 1991 in Nachwahlen als Mitglied der Partei der Nationalen Einheit in die Versammlung der Republik für Kyrenia gewählt und wurde Vizepräsident der Versammlung der Republik, ein Amt, das er zwischen 2001 und 2002 innehatte. Er wurde 2003 , 2009 und, 2013 al Abgeordneter wiedergewählt, bevor er zwischen dem 4. September 2013 und dem 9. Oktober 2015 zum zweiten Mal Vizepräsident der Versammlung wurde.
Am 6. April 2011 wurde Üstel Mitglied der Regierung von İrsen Küçük als Minister für Tourismus, Kultur, Jugend und Umwelt, musste aber 2021 zurücktreten. Dann diente er eine Zeit lang als Minister für den öffentlichen Dienst, bevor er am 20. Februar 2021 nach der Entlassung von Ali Pilli Gesundheitsminister wurde, ein Amt, das er bis zum 5. November 2021 innehatte. Am 21. Februar 2022 wurde er nach der Bildung einer neuen Regierung Innenminister.
Am 12. Mai 2022 trat Üstel nach erfolgreicher Regierungsbildung das Amt des Premierministers von Nordzypern an, zu dem er vom Staatspräsidenten Ersin Tatar ernannt wurde.